# Мозолёв, Александр Петрович
Алекса́ндр Петро́вич Мозолёв (6 марта 1910, Рудня, Могилёвская губерния — 1 июля 1970, Минск) — белорусский советский живописец, график и педагог. Участник Великой Отечественной войны.

## Биография
Происходил из крестьянской семьи. По окончании средней школы, в 1927 году поступил в Витебский художественный техникум, где занимался живописью у художника Владимира Хрусталёва. Но из-за материальных трудностей не окончил училище и вернулся на родину, где стал заведующим избы-читальни. В 1931—1938 годах учился в Ленинградском институте пролетарского изобразительного искусства, куда его направил совхоз «Заветы Ильича». Учителями его были профессор Александр Савинов, потом Александр Осмёркин. Диплом защищал у художника-баталиста Рудольфа Френца. В 1938 году был направлен преподавателем в Ворошиловградское художественное училище. По приглашению Управления по делам искусств БССР в 1939 году был переведён преподавать в Витебское художественное училище, где работал до 1941 года.

### Период Великой Отечественной войны
Во время Великой Отечественной войны принимал участие в деятельности витебской подпольной организации. Квартира художника была местом связи подпольщиков с партизанами. В результате предательства в 1942 году подпольная организация была раскрыта. Художник был подвергнут пыткам и отправлен в Германию, в концентрационный лагерь. После освобождения из концлагеря в 1944 году воевал в Красной Армии, но был тяжело контужен в боях под Вильнюсом, что давало о себе знать всю жизнь.

### Послевоенные годы
С 1948 года жил в Минске. Принимал участие в различных белорусских и всесоюзных художественных форумах и выставках. В 1948—1952 годах преподавал в Минском художественно училище. С 1956 года до самой смерти преподавал в Белорусском театрально-художественном институте.

## Творчество
Работал в области станковой живописи и графики, в пейзажном, портретном, бытовом и батальном жанрах. Был автором тематических картин, в которых воплощались характерные признаки того времени и главные общественные идеалы. Среди его работ:
- «Гродно. 1939» (1940),
- «Старая деревня», «Весна» (1947),
- «В партизанском штабе» (1958),
- «Минск. Площадь Победы» (1960),
- «На каникулах», 1966, НХМ
- графические работы «Солдат» (1952), «В штабе батьки Миная» (1953), «Атака» (1960), «Разгром фашистского гарнизона» (1967)

и другие.
Среди творческого наследия художника также много этюдов, набросков и зарисовок. Произведения художника хранятся в Национальном художественном музее Беларуси.